# Kathrin von Steinburg

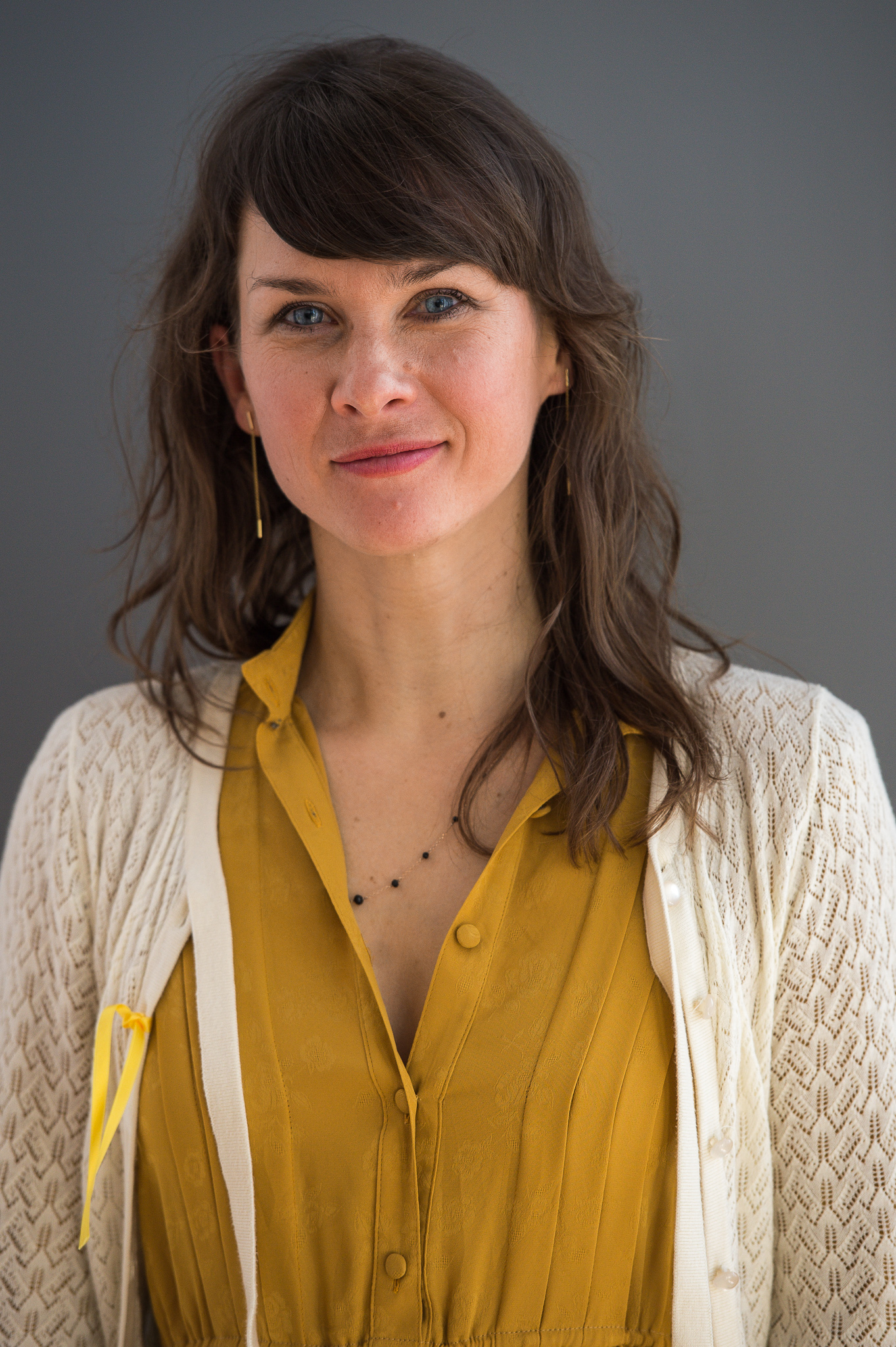
Kathrin von Steinburg (2017)

Kathrin von Steinburg (* 15. Juni 1977 in München) ist eine deutsche Schauspielerin und Sängerin.

## Leben
Von Steinburg erwarb ein Diplom der Schauspielschule Neighborhood Playhouse in New York City und absolvierte einen Filmschauspielkurs an der Filmakademie Baden-Württemberg. 2006 gehörte sie zum Hauptensemble von Ralf Westhoffs mehrfach ausgezeichnetem Spielfilm Shoppen. In der BR-Fernsehserie Franzi spielte sie von 2009 bis 2012 die Hauptrolle der Sandra, der besten Freundin der Titelheldin. In Sebastian Groblers Kinofilm Der ganz große Traum war sie 2011 als Klara Bornstedt zu sehen.
Sie hatte Theaterengagements unter anderem am Theater Altenburg-Gera und tritt seit 2005 am Münchner Volkstheater als Marei im Stück Der Brandner Kaspar und das ewig’ Leben auf. Im Sommer 2013 stand sie in einer Neuinszenierung von Hebbels Die Nibelungen bei den Nibelungenfestspielen in Worms als Brunhild unter der Regie von Dieter Wedel auf der Bühne.
Seit 2023 gastiert Kathrin von Steinburg mit Jakob Tögel im Metropoltheater München für den gemeinsam konzipierten musikalisch-literarischen Abend „A Thousand Kisses Deep - Eine Verneigung vor Leonard Cohen“.

## Filmografie (Auswahl)
- 2002: Solanine
- 2006: Tatort: Außer Gefecht (Fernsehreihe)
- 2006: Shoppen
- 2008: Beste Gegend
- 2008: Die Patin – Kein Weg zurück (Fernsehfilm)
- 2008: Liesl Karlstadt und Karl Valentin (Fernsehfilm)
- 2008: Kommissar Stolberg (Fernsehserie, Folge: Toter Engel)
- 2008, 2016: Die Rosenheim-Cops (Fernsehserie, verschiedene Rollen, 2 Folgen)
- 2008–2017: SOKO München (Fernsehserie, 4 Folgen)
- 2009–2012: Franzi (Fernsehserie, 26 Folgen)
- 2010: Der Bergdoktor (Fernsehserie, Folge Durch eisige Höhen)
- 2011: Adel Dich (Fernsehfilm)
- 2011: Der ganz große Traum
- 2011: Von Mäusen und Lügen (Fernsehfilm)
- 2013: München 7 (Fernsehserie, Folge Deeskalation)
- 2013: 24 Milchkühe und kein Mann (Fernsehfilm)
- 2014: Vier Drillinge sind einer zu viel (Fernsehfilm)
- 2014: Kommissarin Lucas – Der nette Herr Wong (Fernsehreihe)
- 2015: Der Bergdoktor – Wunschkind (Fernsehserie)
- 2016: Geschwister
- 2016: In aller Freundschaft – Die jungen Ärzte (Fernsehserie, 2 Folgen)
- 2017: Hindafing (Fernsehserie, 4 Folgen)
- 2017: Falsche Siebziger (Fernsehfilm)
- 2018: Der Alte (Fernsehserie, Folge Aufstiegskampf)
- 2018: Der Junge muss an die frische Luft
- 2018: Die defekte Katze
- 2019: Marie fängt Feuer: Lügen und Geständnisse (Fernsehreihe)
- 2019: Club der einsamen Herzen (Fernsehfilm)
- 2019–2024: Toni, männlich, Hebamme (Fernsehfilmreihe):
  - 2019: Allein unter Frauen
  - 2019: Daddy Blues
  - 2020: Sündenbock
  - 2020: Eine runde Sache
  - 2021: Nestflucht
  - 2021: Gestohlene Träume
  - 2024: Das Glück der Anderen
- seit 2019: Watzmann ermittelt (Fernsehserie)
- 2020: Annie – kopfüber ins Leben (Fernsehfilm)
- 2021: Heldt (Fernsehserie, Folge: Krankenhausreif)
- 2022: Annie und der verliehene Mann (Fernsehfilm)
- 2022: Annie und das geteilte Glück (Fernsehfilm)
- 2022: Breisgau – Nehmen und Geben (Fernsehreihe)
- 2023: SOKO Leipzig (Fernsehserie, Folge: Tödliches Schweigen)
- 2023: Frühling – Lauf weg, wenn du kannst (Fernsehreihe)
- 2023: München Mord: Der gute Mann vom Herzogpark (Fernsehreihe)

## Hörspiele und Features
- 2014: Christian Schiffer: Im Schutz der Dunkelheit (Eine Expedition im Darknet) – Regie: Karl Bruckmaier (Radio-Feature – BR)
- 2021: Saal 101, 12-stündiges Dokumentarhörspiel zum NSU-Prozess – Regie: Ulrich Lampen. Bayerischer Rundfunk für die ARD und DLF 2015/2021.[1]